# Greatest Hits (álbum de Sonny & Cher)
Greatest Hits es el cuarto álbum recopilatorio del dúo musical estadounidense Sonny and Cher. Fue publicado en septiembre de 1974 a través de MCA Records. 

## Contenido
El álbum incluye material de Sonny and Cher de sus dos álbumes de estudio publicados por Kapp/MCA Records. Greatest Hits incluye dos sencillos que se posicionaron entre los diez primeros: «All I Ever Need Is You» y «A Cowboy's Work Is Never Done». También incluye la regrabación de 1971 de «You Better Sit Down Kids», interpretada originalmente en 1967 por Cher. A pesar de su título, Greatest Hits también incluye 2 canciones que no se lanzaron sencillos, además de tres canciones en vivo del álbum de 1971, Sonny & Cher Live.

## Recepción de la crítica
Un escritor no especificado de Record World comentó: “Aunque el material contenido en esta compilación ha sido publicado previamente en varios sets, nunca antes había sido tan oportuno como lo es ahora”. Un escritor no especificado de Cash Box declaró: “[Greatest Hits] pone en perspectiva las contribuciones que han hecho juntos para hacer que nuestras vidas sean un poco más brillantes. Independientemente de sus gustos musicales, no podrá evitar sentirse cautivado por los numerosos éxitos que han llenado tus oídos durante los últimos años”.

## Lista de canciones
Todas las canciones escritas y compuestas por Sonny Bono, excepto donde esta anotado. 
| Lado uno |                              |                            |                              |          |  |
| N.º      | Título                       | Escritor(es)               | Lanzamiento original         | Duración |  |
| 1.       | «All I Ever Need is You»     | Eddie Reeves Jimmy Holiday | All I Ever Need Is You, 1972 | 2:32     |  |
| 2.       | «When You Say Love»          | Jerry Foster Bill Rice     | Non-album single, 1972       | 2:25     |  |
| 3.       | «You Better Sit Down Kids»   |                            | All I Ever Need Is You, 1972 | 3:15     |  |
| 4.       | «Crystal Clear/Muddy Waters» | Linda Laurie               | All I Ever Need Is You, 1972 | 2:37     |  |
| 5.       | «I Got You Babe» (live)      |                            | Sonny & Cher Live, 1971      | 3:13     |  |

| Lado dos |                                                                                  |                                           |                                                                        |          |  |
| N.º      | Título                                                                           | Escritor(es)                              | Lanzamiento original                                                   | Duración |  |
| 1.       | «A Cowboy's Work is Never Done»                                                  |                                           | All I Ever Need Is You, 1972                                           | 3:14     |  |
| 2.       | «United We Stand»                                                                | Peter Simons Tony Hiller                  | All I Ever Need Is You, 1972                                           | 2:35     |  |
| 3.       | «The Beat Goes On» (live)                                                        |                                           | Sonny & Cher Live, 1971                                                | 2:17     |  |
| 4.       | «What Now My Love» (live)                                                        | Pierre Delanoë Carl Sigman Gilbert Bécaud | Sonny & Cher Live, 1971                                                | 2:48     |  |
| 5.       | «Mama Was a Rock and Roll Singer Papa Used to Write All Her Songs» (single edit) |                                           | Mama Was a Rock and Roll Singer Papa Used to Write All Her Songs, 1973 | 3:42     |  |

## Créditos y personal
Créditos adaptados desde las notas de álbum de Greatest Hits.
Personal técnico
- Snuff Garrett – productor (1–4, 6, 7)
- Sonny Bono – productor (6, 10)
- Denis Pregnolato – productor (5, 8, 9)
- Al Capps – arreglos (1–4, 7)
- Michel Rubini – arreglos (6, 10)
- John Engstead – fotografía

## Posicionamiento
| Gráfica (1974)                            | Pico de posición |
| ----------------------------------------- | ---------------- |
| Estados Unidos (Billboard Top LPs & Tape) | 146              |